# George Pal
George Pal (ur. 1 lutego 1908, zm. 2 maja 1980) – amerykański reżyser, operator filmowy i producent filmowy pochodzenia węgierskiego.

## Filmografia
zdjęcia
- 1935: The Sleeping Beauty
- 1942: Tulips Shall Grow
- 1945: Jasper and the Beanstalk
- 1947: Tubby the Tuba

reżyser
- 1935: The Sleeping Beauty
- 1942: Jasper and the Haunted House
- 1946: John Henry and the Inky Poo
- 1960: Wehikuł czasu
- 1964: Siedem wcieleń doktora Lao

producent
- 1941: Rhythm in the Ranks
- 1947: Tubby the Tuba
- 1953: Wojna światów
- 1955: Podbój kosmosu
- 1975: Doc Savage: Człowiek ze spiżu

## Nagrody i nominacje
Został siedmiokrotnie nominowany do Oscara i dwukrotnie do nagrody Hugo. Posiada swoją gwiazdę na Hollywoodzkiej Alei Gwiazd.